# Estanislao Argote
Estanislao Argote Salaberría (nascido em 21 de outubro de 1956) é um ex-futebolista espanhol que atuou como ala esquerdo.

## Carreira
Nascido em Zarautz, Gipuzkoa, Argote começou a jogar futebol no Zarautz KE, juntando-se ao vizinho basco Athletic Bilbao em 1975. Ele passou quase duas temporadas inteiras com o time de reserva, fazendo sua estreia no time titular em 2 de outubro de 1977, jogando na vitória por 1 a 0 em casa sobre o Atlético de Madrid, pouco antes de completar 21 anos.
Em sua primeira temporada, Argote marcou 11 gols em 28 jogos na La Liga, contribuindo para o terceiro lugar final. Passou a formar um eficiente trio ofensivo com Dani e Manuel Sarabia, também formados no clube; com o Athletic venceu duas ligas consecutivas e em 1983-84, ele participou de 65 partidas, marcando dez vezes.
De 1984 em diante, Argote apareceu intermitentemente para o Atlético devido a lesões. No final da campanha de 1986-87, ele sofreu uma lesão na perna que o deixou fora de ação por vários meses; no momento da lesão a equipe estava em quarto lugar na tabela, mas acabou terminando na 13ª posição.
Após 13 anos e 332 jogos da primeira divisão pelo Athletic, Argote voltou ao seu primeiro clube de futebol, o Zarautz, na quarta divisão. Ele se aposentou um ano depois, com quase 35 anos.

## Carreira internacional
Argote jogou duas vezes pela Espanha, ambas as partidas ocorreram em dezembro de 1978: no dia 13, ele começou na vitória por 5-0 sobre o Chipre para a fase de qualificação da Euro 1980, em Salamanca. Uma semana depois, ele jogou a primeira metade de uma derrota por 1-0 em amistoso contra a Itália, em Roma.

## Vida pessoal
Argote era um acordeonista talentoso. Logo após vencer o campeonato nacional de 1982-1983, ele gravou um álbum que teve relativo sucesso no País Basco.
Argote também gostava de jogar golfe, esporte naquela época pouco comum entre os jogadores de futebol. Em sua infância, ele foi caddie no campo de golfe em sua cidade natal.

## Títulos
Athletic Club
- La Liga : 1982–83, 1983–84[3]
- Copa do Rei : 1983-84
- Supercopa da Espanha : 1984